# Idiodes zalissaria
Idiodes zalissaria är en fjärilsart som beskrevs av Walker 1860. Idiodes zalissaria ingår i släktet Idiodes och familjen mätare. Inga underarter finns listade i Catalogue of Life.